# Vitruvius

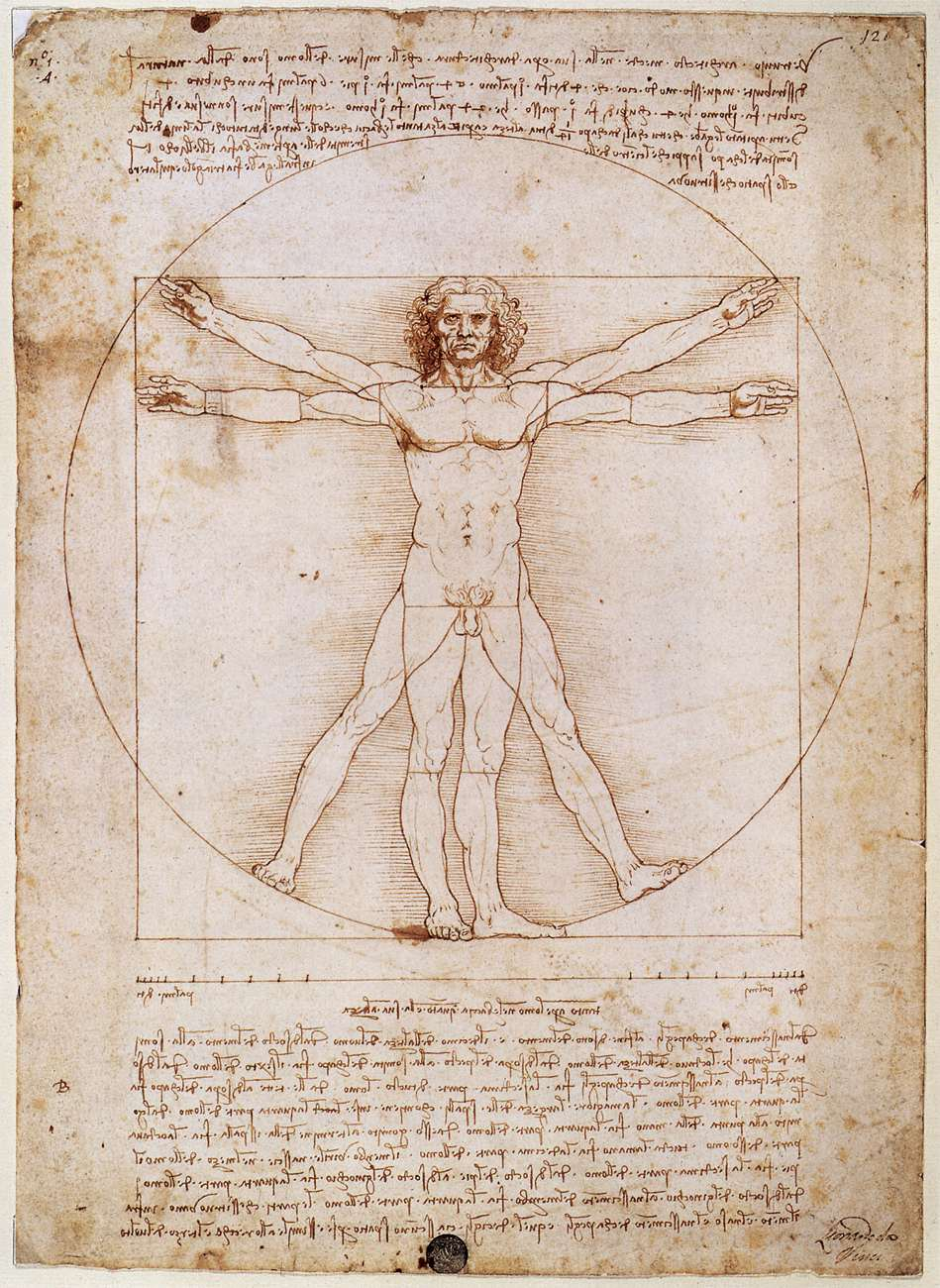
Den mänskliga kroppens proportionsschema enligt Vitruvius. Skiss av Leonardo da Vinci.

Vitruvius, eventuellt Marcus Vitruvius Pollio, var den romerske arkitekt och ingenjör som författade De architectura libri decem ("Tio böcker om arkitektur"). Vitruvius levde under det sista århundradet f.Kr. och möjligen en bit in på första århundradet e.Kr.
Det är omdiskuterat i vilken omfattning Vitruvius texter användes praktiskt under antiken. Mellan hans egen tid och renässansen var de kända i olika avskrifter men applicerades aldrig i något praktiskt sammanhang. Vitruvius verk är ett exempel på latinska texter som överlevt tack vare avskrifter från 800-talet under Karl den store.
Vitruvius argumenterar för att en arkitekt måste vara mycket mer än bara byggnadskonstruktör. Han måste även ha kunskap om geografi, geologi, geometri, anatomi och till och med musik för att bli framgångsrik. För renässansen utgjorde de däremot grunden för periodens syn på arkitektur, och Vitruvius verk var bland dem som trycktes redan under 1400-talet. Man har ansett att detta kom att utgöra idealet under renässansen och influerade bland annat Leonardo da Vinci, som ritade sin Vitruvianska man efter Vitruvius anatomiska beskrivningar.
Vitruvius betydelse kom att bestå fram till upplysningstiden men under industrialismen och en mer modern syn på arkitektur hade den minskat markant.